# 足立区立千寿桜小学校
足立区立千寿桜小学校（あだちくりつせんじゅさくらしょうがっこう）は、東京都足立区にある公立小学校。千寿第六小学校と千寿第七小学校が統合して開校した。
所在地は、郵便番号120-0045 足立区千住桜木一丁目8番15号。

## 沿革
- 1991年（平成3年）
  - 2月27日 - 足立区は、統合新校の校名を「千寿桜小学校」と決定。
  - 8月 - 校章決定。
- 1992年（平成4年）
  - 1月 - 校歌制定。
  - 4月 - 千寿第六と千寿第七の両小学校が統合し、開校[1]。
  - 4月25日 - 2月27日を開校記念日と定める。
  - 6月25日 - 新校舎建設着工。
- 1994年（平成6年）
  - 4月1日 - 新校舎に移転。
  - 4月27日 - 新校舎落成式典挙行。
- 1997年（平成9年）2月8日 - 創立5周年児童記念式及び記念式典を挙行。
- 2001年（平成13年）2月2日 - 創立10周年児童記念式及び記念式典を挙行。
- 2004年（平成16年）8月 - 学校ホームページ開設。
- 2007年（平成19年）2月27日 - 創立15周年を祝う会開催。
- 2009年（平成21年）10月15日 - パワーアップタイム開始。
- 2012年（平成24年）2月25日 - 創立20周年児童記念式及び記念式典を挙行。
- 2014年（平成26年）
  - 5月13日 - そだち指導モデル校指導開始。
  - 5月29日 - 桜スポーツクラブ（バスケット・サッカー）発足。
  - 7月19日 - 体育館天井改修工事。
- 2017年（平成29年）
  - 2月24日 - 創立25周年記念集会開催。
  - 4月1日 - 特別支援教室「すくすく」開設。
- 2021年（令和3年）11月5日 - 校庭人工芝化工事。
- 2022年（令和4年）2月26日 - 創立30周年記念式挙行。

## 教育目標
（出典：学校公式サイト）
学ぶ喜び
- 基礎学力を高める子
- 進んで学ぶ子
- 落ち着いて学習する子
- 自分の考えを追及する子
- 自分らしく表現する子

ふれあう喜び
- 生命あるものを大切にする子
- 励まし合い助け合う子
- 思いやりの心をもつ子
- みんなと仲良くすごす子
- 自然や美しいものに感動する子

鍛える喜び
- 健康で元気な子
- 進んで体をきたえる子
- 最後までやりぬく子
- 学び合い高め合う子
- ルールや約束を守る子

を　もつ子ども

## 通学区域
（出典：足立区）
- 小台1丁目（27番以降）
- 千住桜木1丁目（全域）
- 千住桜木2丁目（全域）
- 千住龍田町（全域）
- 千住中居町（全域）
- 千住緑町3丁目（全域）
- 千住宮元町（14番以降）

## 進学先
（出典）
- 足立区立千寿青葉中学校

## 学校周辺
- 足立区立千住桜木町公園 - 敷地が隣接
- 東京都道461号吾妻橋伊興町線
- 帝京科学大学グラウンド
- 足立区立千寿青葉中学校 - 進学先中学校
- (株)ヒューマンサポート・たんぽぽ保育所北千住園 - 都道461号をはさんで敷地が隣接。また、進級前保育所のひとつ。
- 隅田川
- また、学校周辺には、都営千住桜木一丁目アパートなどのマンション・アパートも点在する。

## アクセス
- 足立区コミュニティバス「はるかぜ」「6号 北千住駅西口～鹿浜五丁目団地線」で、
  - 「千住宮元町」バス停（上り鹿浜五丁目団地発北千住駅西口行のみ停車）から、徒歩約170m・約3分（学校前にある都道461号を跨ぐ横断歩道橋経由）。
    - なお、バス停から学校敷地まで、最短で約70mだが、道路と校門との位置関係などで、倍以上の距離となる。

  - 「千寿青葉中北」バス停（下り北千住駅西口発鹿浜五丁目団地行のみ停車）から、徒歩約205m・約3分。